# 全亞美尼亞勞動黨
全亞美尼亞勞動黨是亞美尼亞一個社會民主政黨。該黨的創始人是Grand Candy巧克力工廠的前老闆Hrant Vardanyan。

## 历史
在2007年亚美尼亚议会选举后， 该党之国民议会赢得一席，并列入亚美尼亚革命联盟选区名单。2003年后，该党未参与此后的任何亚美尼亚议会选举。